# Fünf vor 12 in Caracas
Fünf vor 12 in Caracas ist ein deutsch-italienisch-französischer Actionfilm aus dem Jahre 1966 mit Giorgio Ardisson, Harald Leipnitz und Horst Frank in den Hauptrollen.

## Handlung
Die Millionärstochter und Hobbyjournalistin Helen Remington hält sich gerade in Venezuela auf, um nicht ungefährliche Nachforschungen bezüglich einer gefährlichen Drogenbande zu unternehmen. Sie findet eine heiße Spur in dem verruchten Nachtclub „El Molino“ (Die Mühle), wo sie unter einem falschen Namen einkehrte. Als sie am nächsten Tag an einem einsamen Strand ihre Rechercheergebnisse in ihre Schreibmaschine hackt, wird sie von zwei südländischen Männern kurzerhand betäubt und verschleppt. Nachdem ihr Vater längere Zeit nichts von ihr gehört hat, macht er sich große Sorgen und beauftragt er den Privatdetektiv Jeff Milton, seine Tochter wiederzufinden. Auch er besucht das „El Molino“, wo er mit der schönen Florence anbändelt und auch ihm einiges verdächtig erscheint. Nachdem er den Schuppen wieder verlassen hat, wird er in einem Taxi niedergeschlagen und mit selbigem entführt. Als er in einem verschlossenen Raum wieder aufwacht, wird er mit zwei kräftigen Typen konfrontiert, die ihn waches Auge auf ihn haben sollen. Eine mysteriöse Stimme aus dem Lautsprecher gibt ihm Anweisungen. 
Doch Jeff, der sich befreien kann, kümmert sich nicht um die Anordnungen und wird bald darauf in einen Mordfall verwickelt: Eine junge Animierdame, die ihm helfen wollte, wurde mit einem Stich ins Herz umgebracht. Die Polizei glaubt, dass Jeff der Täter sei. Er wird von der Staatsmacht verhaftet, als ihm ungeahnte Hilfe in Gestalt des Pfeife schmauchenden Interpol-Inspektors Alan Shepperton erhält. Shepperton bittet Milton um Mithilfe, denn der Drogenschmuggel, um den es hier gehe, werde ganz groß aufgezogen. Der Stoff kommt aus Hongkong, wird in Caracas umgeladen und geht dann in die Vereinigten Staaten. Schon bald gibt es einen neuen Toten, und Jeff muss nun nicht mehr nur die blonde Helen finden, sondern zugleich Shepperton helfen, einen Rauschgiftring zu zerschlagen und dem unheimlichen Strippenzieher im Hintergrund, den Big Boss, zu enttarnen. Dabei muss er feststellen, dass es in der Polizei ein Leck gibt, ein Verräter, der den Gangstern stets mitteilt, was die Staatsmacht gerade plant. Am Ende hat Jeff alle Hände voll zu tun, auch noch einen Anschlag auf venezolanische Ölbohrtürme vor der karibischen Küste zu verhindern.

## Produktionsnotizen
Fünf vor 12 in Caracas war für längere Zeit (bis 1969) der letzte von Wolf C. Hartwigs Actionfilmproduktionen, die er an exotischen Schauplätzen spielen ließ. Der Streifen wurde am 9. September 1966 in Deutschland uraufgeführt.
Ludwig Spitaler hatte die Herstellungsleitung. Die Filmbauten entwarf Peter Rothe. Erwin Lange sorgte für die Spezialeffekte. Walter Boos führte Regie beim zweiten Team (Actionsequenzen), ihm zur Seite stand Kameramann Klaus Werner.
Der Film ist ein typisches Eurotrashprodukt, einer von zahlreichen, international coproduzierten Agentenfilmen, die infolge des großen Erfolges der James-Bond-Filmreihe Mitte der 1960er Jahre entstanden.

## Kritiken
„Ausgeklügelte technische Gags, hervorragende Kameraführung und die bis zum letzten spannende Handlung machen diesen Farbfilm zu einem guten Thriller.“

Im Lexikon des Internationalen Films heißt es: „Brutales, um Nervenkitzel bemühtes Kriminalabenteuer aus der Agentenfilm-Schwemme der 60er Jahre.“